# Together (Cheeky Paradeのアルバム)
『Together』（トゥギャザー）は、Cheeky Paradeのミニ・アルバム。2014年6月18日にiDOL Streetから発売された。

## 概要
「CD+DVD盤」、「Loppi・HMV限定盤」、「イベント会場・mu-moショップ限定盤」（初回生産限定）の3形態で発売。
表題曲の「Together」はCheeky PradeとソーシャルTV局2.5Dとのコラボレーションプロジェクト「プロジェクトCP〜挑戦者たち〜」で制作された楽曲。メンバーの島崎莉乃が提案したテーマ「Together」が採用され、歌詞はファンから寄せられた文章をもとにして作られた。センターはメンバーがあっち向いてホイで対決をして、勝ち抜いた鈴木真梨耶に決まった。

## 収録曲
1. Together
作詞：ヒゲドライバー & Cheeky Parade & ファンのみなさま、作曲・編曲：ヒゲドライバー
2. PiNPON MUSiC
作詞：RESiA209　作曲・編曲：RAM RIDER
3. Fly Higher
作詞・作曲・編曲：ヒゲドライバー
4. LEFT or RIGHT...?
作詞：RESiA209　作曲：Bapjap(csp)、iKKOH(csp)　編曲：Bapjap(csp)　produced by DJ KAYA(csp)
5. dIscovery
作詞：Mio Aoyama、RESiA209、R.o.C　作曲・編曲：HIKIE
6. BUNBUN NINE9’ <2014/03/22 Cheeky Parade PREMIUM LIVE「THE FIRST」より>
作詞：RESiA209　作曲：上村伸太郎　編曲：HIKIE　Additional arrangement：上村伸太郎
  - ボーナストラック。「Loppi・HMV限定盤」にのみ収録。

## DVD収録内容
CD+DVD盤
1. C.P.U !? <2014/03/22 Cheeky Parade PREMIUM LIVE「THE FIRST」ライブ映像>
2. チィキィファイター <2014/03/22 Cheeky Parade PREMIUM LIVE「THE FIRST」ライブ映像>
3. 恋テレポーテーション <2014/03/22 Cheeky Parade PREMIUM LIVE「THE FIRST」ライブ映像>
4. DANCERS ANTHEM <2014/03/22 Cheeky Parade PREMIUM LIVE「THE FIRST」ライブ映像>
5. Together  <Music Video> (箱推しVer)